# Erythrus viridipennis
Erythrus viridipennis là một loài bọ cánh cứng trong họ Cerambycidae.